# Forum d'urbanisme et d'architecture

Le forum d’urbanisme  et d’architecture est un espace d’exposition et de concertation, ouvert au public, axé principalement sur le patrimoine urbain de la ville de Nice.
Créé en 1999, sur une surface de quatre cents mètres carrés, il est situé au numéro 6 de la place Pierre Gautier, proche du cours Saleya.
Depuis le 25 mai 2004, il s'est agrandi de cent mètres carrés avec la Maison des projets. Depuis l'automne 2016, il est transféré au 109, pôle de cultures contemporaines (situé au 89 route de Turin à Nice).

## Présentation
Une de ses principales vocations est de sensibiliser les niçois au développement urbain de leur ville ; chacun peut venir prendre connaissance des grands projets et donner son avis sur des registres prévus à cet effet. Il mène également des actions pédagogiques en milieu scolaire et entretien d'étroites relations avec les écoles d'architectures françaises et internationales. En outre, un service de réhabilitation informe les propriétaires pour toute modification de l'aspect extérieur des édifices existants ; son fonds documentaire permet de consulter, sur rendez-vous, de nombreux documents relatifs à des constructions de Nice depuis 1860.

## Conférences
Chaque mois le Forum organise des conférences  au Mamac et  dans ses locaux où se succèdent de nombreux architectes, urbanistes, philosophes, historiens et journalistes de renom.

## Expositions
- 1999 :
  - Le schéma directeur d'Urbanisme, 1995-1998 Trois années d'architecture à Nice, les villas niçoise classées au POS
  - Parcours, de nouveaux espaces de transports
  - Autres regards, opération avec 17 classes de ZEP
  - Nice Architecture des années 30
  - Nice vue par Houston et Toronto, travaux d'étudiants américains, canadiens et français sur Nice
  - L'école des Acacias, projet du concours
- 2000 :
  - Jean Prouvé ! Petites machines d'architecture - 2000* Nice : 4 siècles de plans et de projets
  - Projets de concours des groupes scolaires Nice Flore, Ventabrun, Saint-Sylvestre
  - Projets sur Nice d'étudiants en architecture
  - Projets du concours pour un centre culturel et d'animation à Bon Voyage
- 2001 :
  - Sert et la méditerranée
  - Nice vue du ciel
  - Nice, paysage en mouvement
  - Nice, Capitale d'Hiver
  - Scarpa
  - 3 années de projets à Nice = architecture, urbanisme, espaces publics
  - Réflexion d'hier et d'aujourd'hui sur l'aménagement de la côte varoise par Henri Prost
- 2002 :
  - La peau des bâtiments
  - 20 bâtiments pour le XXe siècle
  - Mon tout est la ville
- 2008 : Nice, vivire les monuments historiques
- 2009 : La Villa Arson - Nice, une œuvre d’architecture (s)